# Carl Gustaf Lemoine
Carl Gustaf Lemoine, född 1698, död 1727 i Paris, var en svensk grafiker.
Lemoine var troligen elev till Elias Brenner, reste på offentligt bidrag till Paris för att vidareutbilda sig men avled kort därpå. Lemoine utförde bland annat stick efter medaljer och sigill till Johan Peringskiölds Ättartal för Swea och Götha konunga hus (1725) samt ett porträtt av Carl Gustaf Rehnskiöld efter en målning av David von Krafft. Lemoine finns representerad vid bland annat Nationalmuseum i Stockholm.